# Габитов, Исмагил Ахмадуллович
Исмагил Ахмадуллович Габитов (25 ноября 1939 - 20 апреля 2024) — советский и российский государственный деятель, народный депутат РСФСР/РФ (1990—1993).
Родился 25 ноября 1939 года в д. Галиакберово Бурзянского района Башкирской АССР.
Окончил Стерлитамакский государственный педагогический институт (1961) и заочно — Башкирский сельскохозяйственный институт (1972).
Трудовая деятельность:
- 1961 — учитель Субхангуловской средней школы Бурзянского района.
- 1961—1963 первый секретарь Бурзянского райкома ВЛКСМ,
- 1963—1965 секретарь комитета ВЛКСМ Белорецкого производственного колхозно-совхозного управления;
- 1965 первый секретарь Белорецкого райкома ВЛКСМ;
- 1965—1969 второй секретарь Бурзянского райкома КПСС.
- 1969—1973 директор совхоза «Бурзянский»,
- 1973—1975 председатель Бурзянского райисполкома.
- 1982—1987 первый секретарь Кугарчинского райкома КПСС.
- 1987 первый секретарь Хайбуллинского райкома КПСС.
- 1987—1990 первый заместитель председателя Совета Министров БАССР — председатель Государственного агропромышленного комитета БАССР, затем председатель совета Союза агропромышленных формирований БАССР.
- 1991—1995 министр сельского хозяйства и продовольствия Республики Башкирия,
- 1995—2000 управляющий делами администрации президента РБ, член президентского совета.
- 2000—2002 председатель исполкома регионального отделения партии «Единство»
- 2002-2010 руководитель исполнительного комитета Башкортостанского регионального отделения Всероссийской политической партии «Единая Россия».

Парламентская работа: депутат Верховного Совета БАССР (1985—1990), заместитель председателя президиума Верховного Совета БАССР (1987—1990), депутат Верховного Совета РСФСР (1988—1990), народный депутат РСФСР (1990—1993), депутат Палаты представителей Государственного Собрания Республики Башкортостан и полномочный представитель президента РБ в Палате представителей Государственного Собрания Республики Башкортостан (1995—1999).
Заслуженный работник сельского хозяйства Российской Федерации. Награждён орденом «Знак Почёта».